# Magda Umer (album 1972)
Magda Umer – album studyjny Magdy Umer wydany w 1972 roku nakładem wytwórni Pronit. Utwory z płyty ukazały się w kompilacji pt. Koncert jesienny na CD w 1995 roku nakładem wytwórni Pomaton.

## Lista utworów

### Strona 1
1. "Koncert jesienny na dwa świerszcze i wiatr w kominie" (K.Knittel, W.Niżyński)
2. "Znaki" (J.Bogacki, I.Iredyński)
3. "Już szumią kasztany" (K.Knittel, A.Woyciechowski)
4. "Jeszcze piękniej" (K.Knittel, A.Woyciechowski)
5. "Jeżeli myślisz" (K.Knittel, A.Woyciechowski)
6. "Popatrz jaki las" (A.Sławiński, M.Salicki)

### Strona 2
1. "O niebieskim pachnącym groszku" (W.Trzciński, A.Trzebiński)
2. "O starych pannach łagodnie" (K.Knittel, Poikolainon, K.Zajączkowska)
3. "Strój »" (M.Krasicki, B.Leśmian)
4. "Dawno chyba" (K.Knittel, M.Szwed)
5. "Fazy" (K.Knittel, E.Horbaczewska)

## Twórcy
- Jan Pruszak - dyrygent

### Personel
- Janusz Urbański - reżyser nagrania
- Krystyna Urbańska - operator dźwięku
- Zofia Nasierowska - foto
- Maria Ihnatowicz - opracowanie graficzne